# Bergen (Limburg)
Bergen (limburgisch Baerge) ist eine niederländische Gemeinde in der Provinz Limburg und hatte am 1. Januar 2025 laut Angabe des CBS 13.063 Einwohner auf einer Gesamtfläche von 108,5 km².

## Geographie
Bergen besteht aus einem 20 km langen Streifen entlang der Maas, nördlich von Arcen en Velden. Die Gemeinde grenzt an die deutschen Gemeinden Goch und Weeze. In der Gemeinde liegen die Dörfer Bergen und Nieuw-Bergen mit dem Rathaus, Aijen, Afferden, Wellerlooi und Well – alle  an der Maas – sowie Siebengewald an der Straße nach Goch.

## Geschichte
Das ganze Gebiet ist erst seit 1815 Teil der Niederlande. Zuvor gehörte es u. a. zu Preußen und Österreich. Im Zweiten Weltkrieg wurden die Dörfer mit ihren Kirchen und Schlössern größtenteils zerstört, da sie von etwa November 1944 bis März 1945 an der Frontlinie  lagen. Die evakuierten Orte wurden außerdem mehrmals geplündert.

## Infrastruktur
Es gibt in der Gemeinde viel Landwirtschaft, einige Jachthäfen, Campingplätze und eine Kiesgrube.
Bei Well entstand ein See, auf dem Wassersport betrieben werden kann. Im Süden der Gemeinde liegt der Nationalpark De Maasduinen (deutsch: die Maasdünen), in welchem viele unter Artenschutz stehende Pflanzen und Tiere leben.

## Bilder

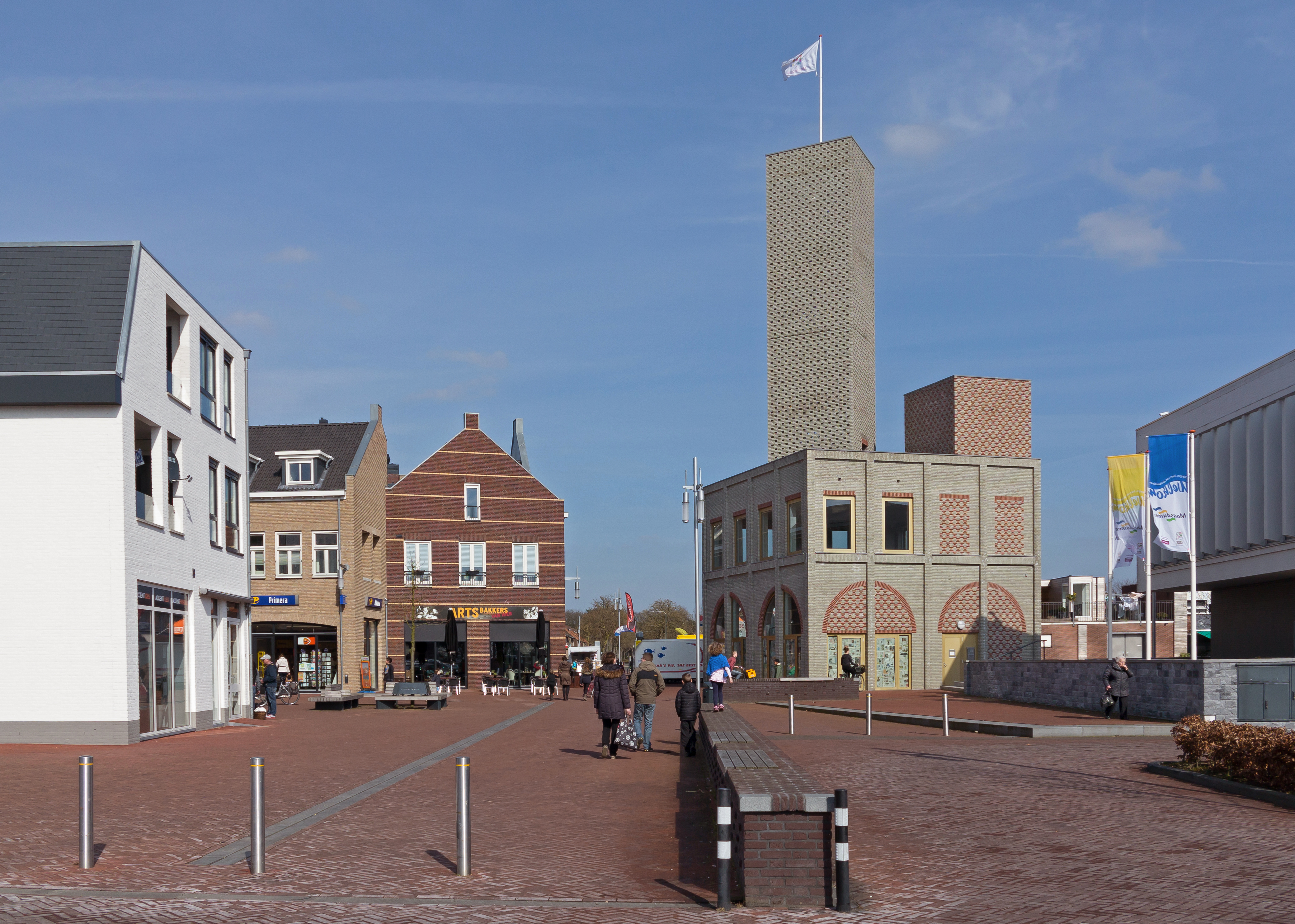
Nieuw-Bergen, Gebäude auf dem Rathausplatz (het Raadhuisplein)
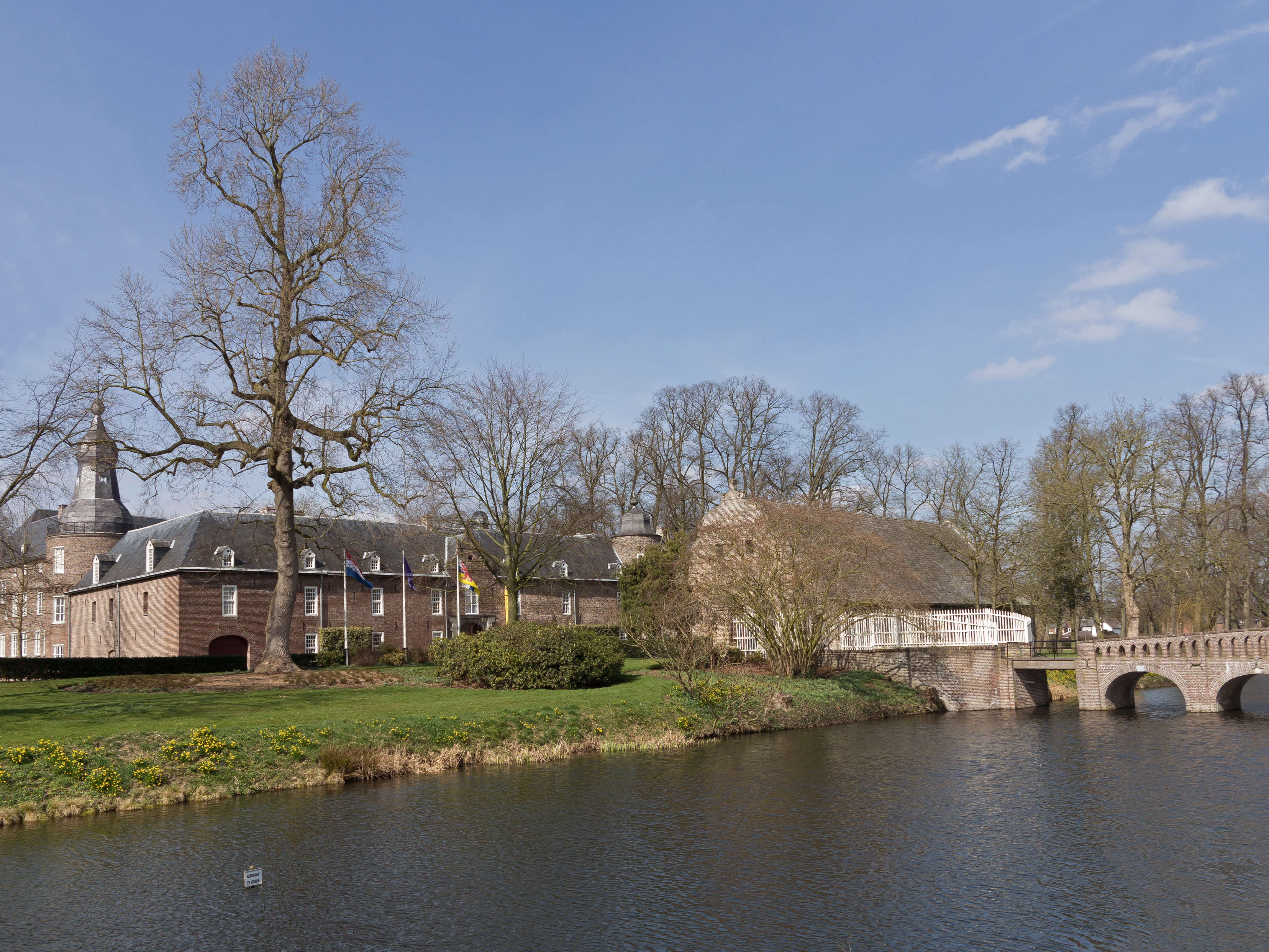
Well, Schloss: Kasteel Well
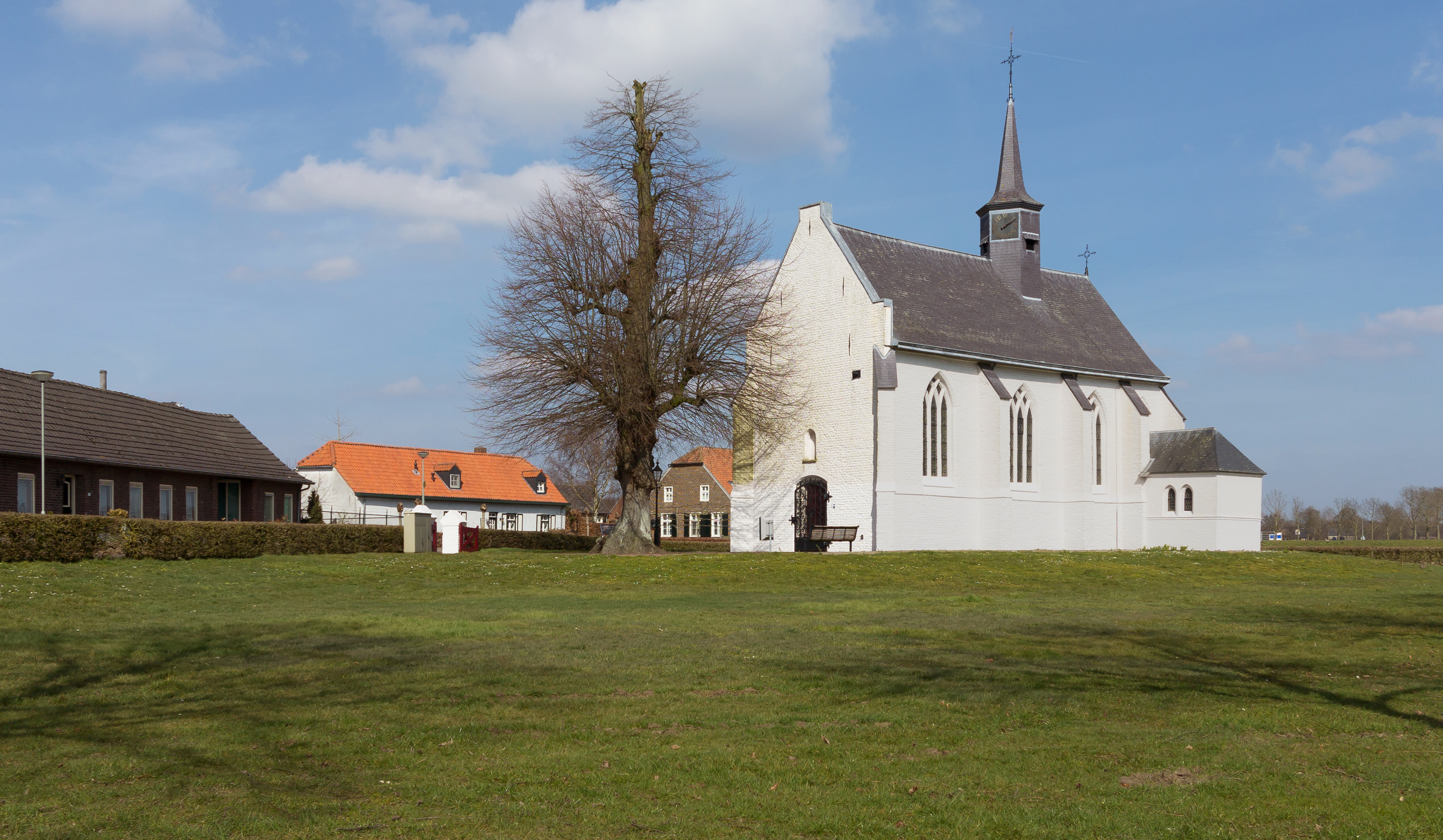
Aijen, Kapelle: de Sint Antoniuskapel

## Politik

### Sitzverteilung im Gemeinderat
Der Gemeinderat wird seit 1982 folgendermaßen gebildet:
| Partei                               | Sitze | Sitze | Sitze | Sitze | Sitze | Sitze | Sitze | Sitze | Sitze | Sitze | Sitze |
| Partei                               | 1982  | 1986  | 1990  | 1994  | 1998  | 2002  | 2006  | 2010  | 2014  | 2018  | 2022  |
| ------------------------------------ | ----- | ----- | ----- | ----- | ----- | ----- | ----- | ----- | ----- | ----- | ----- |
| CDA                                  | 9     | 8     | 9     | 7     | 6     | 6     | 5     | 5     | 5     | 6     | 4     |
| Progressieve Kombinatie Bergen (L) a | 3     | 5     | 5     | 4     | 5     | 4     | 6     | 3     | 3     | 4     | 4     |
| KERN                                 | –     | –     | –     | –     | –     | –     | –     | 3     | 5     | 3     | 3     |
| Dorpsbelangen Bergen (Limburg)       | –     | –     | –     | –     | –     | –     | –     | –     | –     | –     | 3     |
| VVD                                  | 2     | 1     | 1     | 1     | 3     | 2     | 3     | 4     | 2     | 2     | 1     |
| Partij Leefbaarheid Centraal         | –     | –     | –     | –     | 1     | 3     | 1     | 0     | –     | –     | –     |
| Burgerbelangen                       | –     | –     | –     | 3     | –     | –     | –     | –     | –     | –     | –     |
| Dorpenlijst b                        | 1     | 1     | –     | –     | –     | –     | –     | –     | –     | –     | –     |
| Dorpsgemeenschap                     | 0     | –     | –     | –     | –     | –     | –     | –     | –     | –     | –     |
| Gesamt                               | 15    | 15    | 15    | 15    | 15    | 15    | 15    | 15    | 15    | 15    | 15    |

Anmerkungen

### Kollegium von Bürgermeister und Beigeordneten
Folgende Personen gehören zum Kollegium und die Beigeordneten verwalten folgende Ressorts:
Bürgermeisterin
- Michael Rauner (parteilos)

Beigeordnete
- Antoon Splinter (CDA)
- Claudia Ponjee (Progressieve Kombinatie Bergen (L))
- Martijn Buijsse (VVD)

Gemeindesekretär
- Bert Timmermans

## Persönlichkeiten
- Lieke Martens (* 1992), Fußballspielerin
- Henk Nooren (* 1954), Trainer und ehemaliger Springreiter